# Aplonis striata
Aplonis striata là một loài chim trong họ Sturnidae.